# 유웨이중앙교육
유웨이는 대한민국의 교육 관련 기업이다. 고교 모의고사 및 입시컨설팅 사업을 하는 에듀토피아중앙교육과 대입 인터넷 원서접수 서비스 기업인 소프트뱅크유웨이가 합병하여 설립되었다. 사업 분야로는 교육 평가, 인터넷 원서접수(현재 자회사 유웨이어플라이에서 운영), 입시 컨설팅, 해외 유학 등이 있으며, 의치의학전문대학원 진학센터 서울메디컬스쿨을 운영하고 있다.

## 연혁
- 2005년 6월: ㈜소프트뱅크유웨이와 에듀토피아중앙교육㈜ 합병
- 2005년 6월: ㈜유웨이중앙교육 설립
- 2005년 9월: 유웨이중앙교육, 한글과 컴퓨터-한국후지제록스와 전략적 제휴
- 2005년 11월: 고교생 대상 무가 매거진, 대학가는 길 uway 발간
- 2006년 7월: 의치학 전문 대학원 진학센터 서울메디컬스쿨 인수
- 2006년 12월: 전국 318개 대학(교) 인터넷 접수 대행
- 2006년 12월: 신규 브랜드 ‘유웨이북스’ 로 학습 출판 교재 시장 진출
- 2007년 12월: 중등 이러닝 사이트 유웨이M 오픈
- 2007년 12월: 로스쿨 대비 이러닝사이트 서울로스쿨 오픈
- 2008년 1월: 서울 로스쿨 학원 개원
- 2009년 2월: 온오프라인 편입학원 유니체인지 보관됨 2007-10-11 - 웨이백 머신 오픈
- 2010년 1월: 초등 교재 브랜드 '친절한쌤' 학습사이트 친절한쌤 오픈